# 华东葡萄
华东葡萄（学名：Vitis pseudoreticulata）是葡萄科葡萄属的植物。分布于朝鲜以及中国大陆的安徽、福建、江西、湖北、河南、江苏、广西、湖南、广东、浙江等地，生长于海拔100米至300米的地区，见于灌丛、河边、山坡荒地、草丛及林中，目前尚未由人工引种栽培。